# Посёлок имени Тельмана (Московская область)
Посёлок имени Тельмана — населённый пункт в Раменском районе Московской области России, административный центр Чулковского сельского поселения. Население — 4140 чел. (2021). В 1994—2006 годах — центр Чулковского сельского округа.
Назван в честь Эрнста Тельмана (1886—1944), лидера немецких коммунистов.

## География
Расположен на правом берегу Москвы-реки, к югу от Новорязанского шоссе, своей юго-восточной окраиной смыкается с деревней Чулково. В нескольких сотнях метров к востоку от посёлка находится деревня Кулаково. На западе, на противоположном берегу Москвы-реки расположена деревня Заозерье, с которой имеется сообщение по автомобильному мосту (Новорязанского шоссе).

## История
В южных окрестностях посёлка, на высоком (правом) берегу Москвы-реки, ниже места впадения её правого притока Пахры, находятся остатки древнерусского города, существовавшего здесь в период между 3-й четвертью 1-го тысячелетия н. э. и XI—XVII веками (предположительно, носил название «Боровец» либо созвучное). Древнее поселение представляет собой скорее селище, нежели городище. Валы, как таковые, отсутствуют. Протяженные и крутые склоны делают селище довольно неприступным. Жители древнего поселения были поголовно, включая женщин и детей, вырезаны захватчиками. Тела погибших были уложены сплошным слоем практически на всей площади селища головами на запад, что говорит о совершении похорон славянами.
В более поздний период по данной местности проходил старый путь Рязанской дороги (Коломенского тракта). Подходившая от Москвы к переправе через одноимённую реку дорога также называлась Брашевской (по одному из населённых пунктов на дальнейшем пути от Москвы).
В 1380 году по Брашевской дороге на Куликово поле шли войска князя Владимира Храброго — правителя Серпухова и Радонежа.
В месте пересечения Брашевской дороги и Москвы-реки находился Боровской (Красный) перевоз (также было в ходу название Брашевский перевоз).

В одном из вариантов «Сказания о нашествии Мамая» так описывается картина переправы через реку Москву войск под предводительством серпуховского князя Владимира Храброго:
«Возвеявшу с востока ветру, и в нём гром и молния, но не гром, не ветер, не стук стучит, не гром гремит по заре ранней: возится князь Володимир Ондреевич реку Москву на красном перевозе Брашевском».
В других версиях сказания говорится о переправе Владимира Андреевича «на красном перевозе в Боровесце», «Боровце», «Боровице» и даже в «Боровске».
В XVIII—XIX веках перевозом управляло подворье Знаменского монастыря.
В начале XIX века на территории современного поселения располагалась село Боровской мост, вероятно, названное по первому такому сооружению на Боровском (Красном) перевозе.
В 1812 году местный ландшафт сыграл важнейшую роль в Отечественной войне. Отступая из Москвы, на рассвете 4 (16 н.ст.) сентября русская армия подошла к Боровскому перевозу и в течение дня переправилась на правый берег.
Вечером 4-го сентября (ст.ст.) две части арьергарда отошли к Островцам и Панкам, а основные силы расположились дальше по Рязанской дороге у сел Боровский мост и Кулаково. По пути из Панков к Боровскому мосту Кутузов отослал донесение Александру I об оставлении Москвы. Однако именно отсюда начался знаменитый Тарутинский марш, приведший к победе над войсками императора Наполеона.
Согласно замыслу Кутузова, после переправы русская армия сразу же скрывалась от глаз противника за громадой покрытого лесом Боровского кургана, вытянувшегося вдоль Москвы-реки на несколько километров. Уходящий последним корпус генерала Раевского сжег за собой мосты на Боровском перевозе. При перевозе был оставлен полковник Ефремов с двумя полками казаков. Ему было велено заманивать, маневрируя, форсирующие Москву-реку отряды захватчиков в сторону Бронниц, создавая впечатление, что туда же отошли и все главные силы. Что и было с успехом проделано — длительное время французы были в неведении, куда запропастилась русская армия. Тем временем армия Кутузова незаметно перемещалась совсем в другом направлении — к Калужской дороге.
Современная история поселения началась в конце 1950-х годов, когда открылось строительство жилья для сотрудников совхоза имени Тельмана, Раменского горно-обогатительного комбината, люберецкого Института горного дела имени Скочинского.

## Население
| 2002 | 2010  | 2021  |
| ---- | ----- | ----- |
| 4017 | ↘3673 | ↗4140 |

## Достопримечательности и интересные факты
К югу от посёлка расположен памятник природы, истории и археологии — Боровской (Мячковский, Ягановский) курган — одновременно место проведения спортивных мероприятий по горным лыжам и горному велосипеду.
Курган овеян легендами, о нём писали книги и слагали стихи. Петербургский академик ботаник Иоганн Петер Фальк (1727—1774), отправившись в 1768 году из Петербурга в Западную Сибирь, отметил в своем дневнике: «У Боровского переезда на правом берегу реки на холме, вышиною в шесть сажен, стоит столп, грубо выработанный из песчаного камня. Близ оного видны следы рва и вала укрепленного места».
Иван Иванович Лажечников (1790—1869 ) описал курган на французском языке в своём первом литературном труде «Описание Мячковского кургана».
В 1805 году этот памятник вдохновил видного поэта профессора Московского университета Алексея Федоровича Мерзлякова (1778—1830). В «Вестнике Европы» он напечатал тогда стихотворение «Мячковский курган».
В книге «Прогулка по древнему Коломенскому уезду» Николая Дмитриевича Иванчина-Писарева (1844 года) назван как «Ягановский холм» и «Мячковский курган». Также в книге упоминается о древнем храме Воскресения Христова, стоявшем на вершине в XVII веке.

## Образование и культура
В поселке располагается одна средняя общеобразовательная школа и два дошкольного отделения
- Чулковская средняя общеобразовательная школа № 20[17]
- Детский сад комбинированного вида № 73[18]
- Детский сад общеразвивающего вида № 50[19]

В поселке в 1996 году построен Дворец Культуры, в здании которого находятся: Администрация Чулковского сельского округа, АТС, Управление по обеспечению деятельности мировых судей, библиотека с читальным залом, где создан центр деловой информации с выходом в Интернет. В ДК занимается музыкальная школа, изостудия «Радуга», спортивный клуб «А. Завьялова».

## Религия
В 2005 году в середине поселка (на улице Центральной) была построена часовня в честь благоверного князя Дмитрия Донского и в память о событиях 1380 года.